# Tottenham Hotspur Stadion
A Tottenham Hotspur Stadion a Tottenham Hotspur labdarúgóklub otthona. Észak-Londonban, Tottenhamben található, 2019-ben építették. Jelenleg 62 062 férőhelyes.

## Sportaréna
A stadion gyepszőnyegét kevesebb mint fél óra alatt teljesen el lehet tüntetni. Az stadion déli lelátója 17 500 férőhelyével egész Anglia legnagyobb egyszintes szektora. A tetején egy üvegsétány húzódik, aki pedig ezen végigsétál, az hozzá érhet az épület tetején elhelyezett szimbólumhoz, a fiatal kakashoz. A lelátót úgy alakították ki, hogy a szurkolók rendkívül közel legyenek a pályához, a hangjukat pedig a lehető legjobban továbbítsa a játéktér felé, ezzel elősegítve a fantasztikus atmoszférát. A szektor saját identitással, egyedi karakterrel rendelkezik. A lelátó alatt húzódik egy hatalmas üvegátrium, ahol többek között egy hatvanöt méter hosszú bárpult található és különböző étkezési, italozási lehetőségeket kínál. Saját mikrosörfőzde is helyet kapott a létesítményben. A kiszolgáló-létesítmények között szerepel néhány bár és étterem, ahonnan üvegfalakon keresztül tekinthető meg, hogy hogyan futnak ki a pályára a labdarúgók.
Többféleképpen is emléket állít a stadion a White Hart Lane-nek. A komplexum előcsarnoka Tottenham Hotspur régi otthonának szétzúzott törmelékeiből épültek, valamint emléktáblát kapott az előző kezdőkör pontos helye is az egyik szektorban, illetve a stadion bizonyos részeit a Tottenham régi meccsplakátjai díszítik.
2019. március 24-én rendeztek első alkalommal találkozót a stadionban, mégpedig a Tottenham-Southampton 3-1-el végződő U-18-as bajnoki mérkőzésen, a stadion első gólját J’Neil Bennett szerezte. A második kötelező tesztmérkőzés a hivatalos átadó előtt egy héttel később rendezték meg, a Tottenham legendái mérkőztek meg egymással egy gálamérkőzés keretein belül. Április 3-án a Crystal Palace ellen 2–-ra megnyert bajnoki mérkőzés volt az első hivatalos találkozó a stadionban. Ezen a mérkőzésen Szon Hungmin szerezte meg az első gólt, majd a dán Christian Eriksen.

## Egyéb használata
A gyepszőnyegét kevesebb mint fél óra alatt teljesen el lehet tüntetni, a helyére pedig egy műfüves amerikaifutball-pályát lehet teéepíteni, így nem pusztán a Tottenham Hotspur otthonául szolgál, hanem NFL-meccseket is játszanak majd rajta. Erre a megoldásra azért volt szükség, mert a klub vezetősége megegyezett az amerikaifutball-ligával, hogy szezononként két NFL-meccset játszanak majd Angliában. Koncerteknek és más rendezvényeknek is otthont ad a létesítmény.